# المجموعة الفردانية NO1
المجموعة الفردانية NO1 أو NO-M214 أو السُّلالة NO1، هي مجموعة فردانيَّة بشريَّة ذكوريَّة. وتُعد هذه السُّلالة NO1 هي الفئة الفرعية المؤكدة والوحيدة من السُّلالة K-M2313، وهي المجموعة الفردانية المهيمنة في معظم أجزاء شرق وشمال أوراسيا، بما في ذلك شرق آسيا وسيبيريا وشمال الفينوسكانديا.

## التوزيع

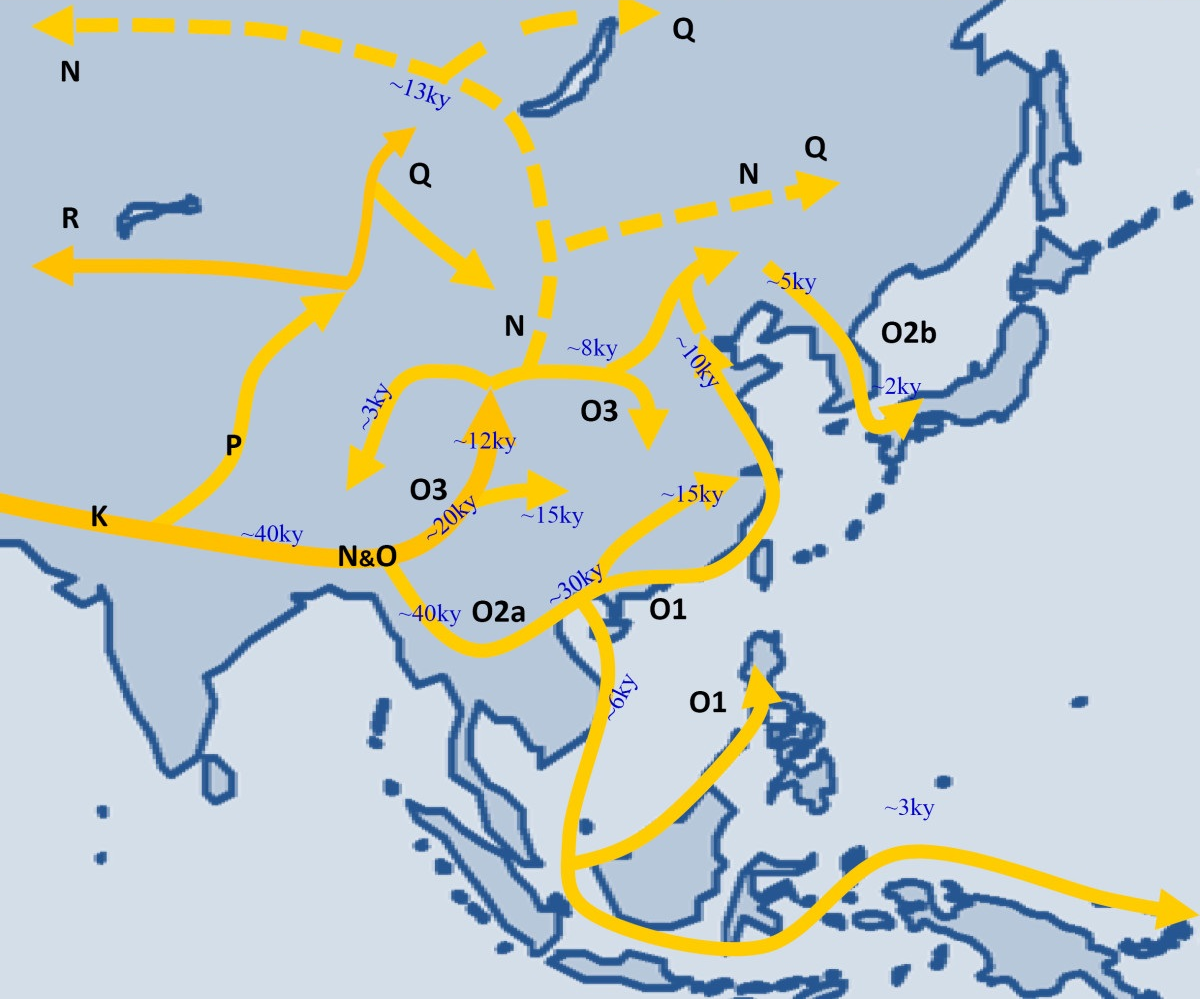
هجرة السُّلالة NO.

في حين أن هناك بعض الأدلة على وجود السُّلالة NO في الأفراد الأحياء، إلا أن هذه الأمثلة لم يتم بحثها جيدًا. مزيد من البحث قد يحددهم بدلا من ذلك على أنهم ينتمون إلى السُّلالة N (M231)، N1، أو الفئة الفرعية المؤقتة N2 (F3373/M2283/Page56/S323). وتشمل هذه الحالات:
- 5.7% (2/35) من ذكور بويي، في الصين أو فيتنام[7]
- مجموعة من أربع عينات من الذكور اليابانيين بنسبة 2.9% (6 من أصل 210 عينة)، وخاصة في محافظة توكوشيما وذلك بمعدل 5.7% (4/70)[5]
- نسب صغيرة من العينات من يي،[5] والملايو، والسُّو، والمنغوليين،[5] والدُّور، [6] والإيفينك منشوريا،[6] وناناي،[6] وهوي، [6] وياو،[6] الكوريين الجنوبيين،[6] وفيجي (1/107 = 0.9%)، وفوتونا 5%، ونيوي 3.5%، وتوفالو 3.6%، وساموا 3%.

يتضمن أعضاء السُّلالة NO عينة من التيلجو من أصل هندي في المملكة المتحدة وعينة من الملايو في سنغافورة. 